# Philippe-Reinhard de Hanau-Münzenberg
Philippe-Reinhard de Hanau-Münzenberg (2 août 1664, Rheinau (Bade-Wurtemberg) – 4 octobre 1712, château de Philippsruhe, Hanau), est comte de Hanau-Münzenberg de 1680 à 1712.

## L'enfance et la jeunesse
Philippe-Reinhard est né en 1664 à Bischofsheim am hohen Steg (maintenant Rheinau (Bade-Wurtemberg)) fils de Jean-Reinhard II de Hanau-Lichtenberg et de la comtesse palatine Anne de Birkenfeld-Bischweiler. Lorsque son père mourut en 1666, sa mère et son oncle le duc Christian II de Birkenfeld-Bischweiler (1654-1717) est devenu son tuteur et celui de son jeune frère Jean-Reinhard III de Hanau-Lichtenberg.
Il a été éduqué avec son jeune frère Johann Reinhard III, d'abord à Strasbourg. En 1678, ils ont déménagé à Babenhausen, où leur mère a vécu à l'époque. En 1678, elle a commencé un Grand Tour de l'Alsace, de la Suisse et Genève. En 1690, ils ont voyagé pendant une année en Savoie et à Turin, en 1681 à Paris, en 1683, aux Pays-bas, en Angleterre et quelques provinces de France. Au début de 1684, ils ont été à Milan, à partir de là, ils allèrent voir le carnaval de Venise, suivi par un voyage à Rome (avec des audiences avec le Pape Innocent XII et de la reine Christine de Suède), puis à Naples, Florence, Modène, Parme et Mantoue. En 1686, ils ont visité la cour impériale de Vienne et sur le chemin du retour, ils se sont rendus en Bohême et ont rendu visite à l'électeur de Saxe à la cour de Dresde.

## Le gouvernement

### La politique
Philippe-Reinhard est monté sur le trône de Hanau-Münzenberg à l'âge de 16 ans le 3 juin 1680. Son oncle Frédéric Casimir de Hanau avait ruiné financièrement le comté avec ses frasques et il a été renversé par sa famille. Ils ont mis Philippe-Reinhard sur le trône, mais comme il était encore mineur, son tuteur agi comme régent jusqu'en 1687. Son jeune frère Jean-Reinhard III a été mis sur le trône de Hanau-Lichtenberg, qui avait également été ruiné par Frédéric Casimir. Le district de Babenhausen, a été attribué à Hanau-Münzenberg; cette décision a été confirmée dans un traité en 1691.
Philippe-Reinhard a commencé à gouverner de façon indépendante en 1687. En 1691, le duc Christian II a déposé son rapport final de tutelle. Le règne de Philippe-Reinhard fut marqué par une politique territoriale et fiscale qui a essayé de réparer les dommages causés par la Guerre de Trente Ans et le règne de son prédécesseur.

#### La politique étrangère
En 1692, Philippe-Reinhard a été élu en tant que directeur permanent de l'Association des Comtes du Saint-Empire.
En 1704, il a été fait membre de l'Ordre de l'Aigle noir par le roi Frédéric Ier de Prusse, mais n'a été investi qu'en 1710, lors d'un voyage à Berlin. En 1711, l'Empereur charles VI a visité Hanau lors de son déplacement à Francfort pour son couronnement.
Ses politiques territoriales ont rencontré peu de succès. Les districts de Schwarzenfels et Kellerei avec le château Naumburg avaient été gagés au Landgraviat de Hesse-Cassel. Il a essayé de les racheter et a échoué. Il a réussi à racheter une partie des territoires plus petits, notamment le monastère de Konradsdorf. Il a échangé des territoires avec Isenbourg, celui de Hain à Dreieich contre une partie de Dudenhofen. Il a également acheté la juridiction de Gronauer, qui a appartenu autrefois au monastère d'Ilbenstadt.

#### Politique intérieure
Au cours de son règne, des réfugiés religieux sont arrivés dans le comté, comme cela s'était produit 100 ans plus tôt pendant le règne du comte Philippe-Louis II de Hanau-Münzenberg, en particulier après que Louis XIV a révoqué l'Édit de Nantes en 1685, et que les Vaudois ont commencé à être persécutés en Savoie. Les réfugiés ont été admis, en partie comme un acte humanitaire et en partie pour renforcer la position économique du comté. Les Vaudois ne sont restés que temporairement à Hanau.

### L'élévation au rang de prince
Dans la littérature ancienne, il est affirmé à plusieurs reprises que Philippe-Reinhard aurait obtenu le rang de Prince. Cela ne semble pas être le cas. Il n'y a aucune trace d'une telle élévation, ni dans les archives de Hanau, qui ont depuis été déplacé aux Archives de l'État de Hesse à Marbourg, ni dans les Archives de l'État à Vienne. Philippe-Reinhard a consacré du temps et des frais pour obtenir un tel titre et qu'il ne l'ait jamais utilisé aurait été un très étrange, s'il l'avait reçu.

### La Culture

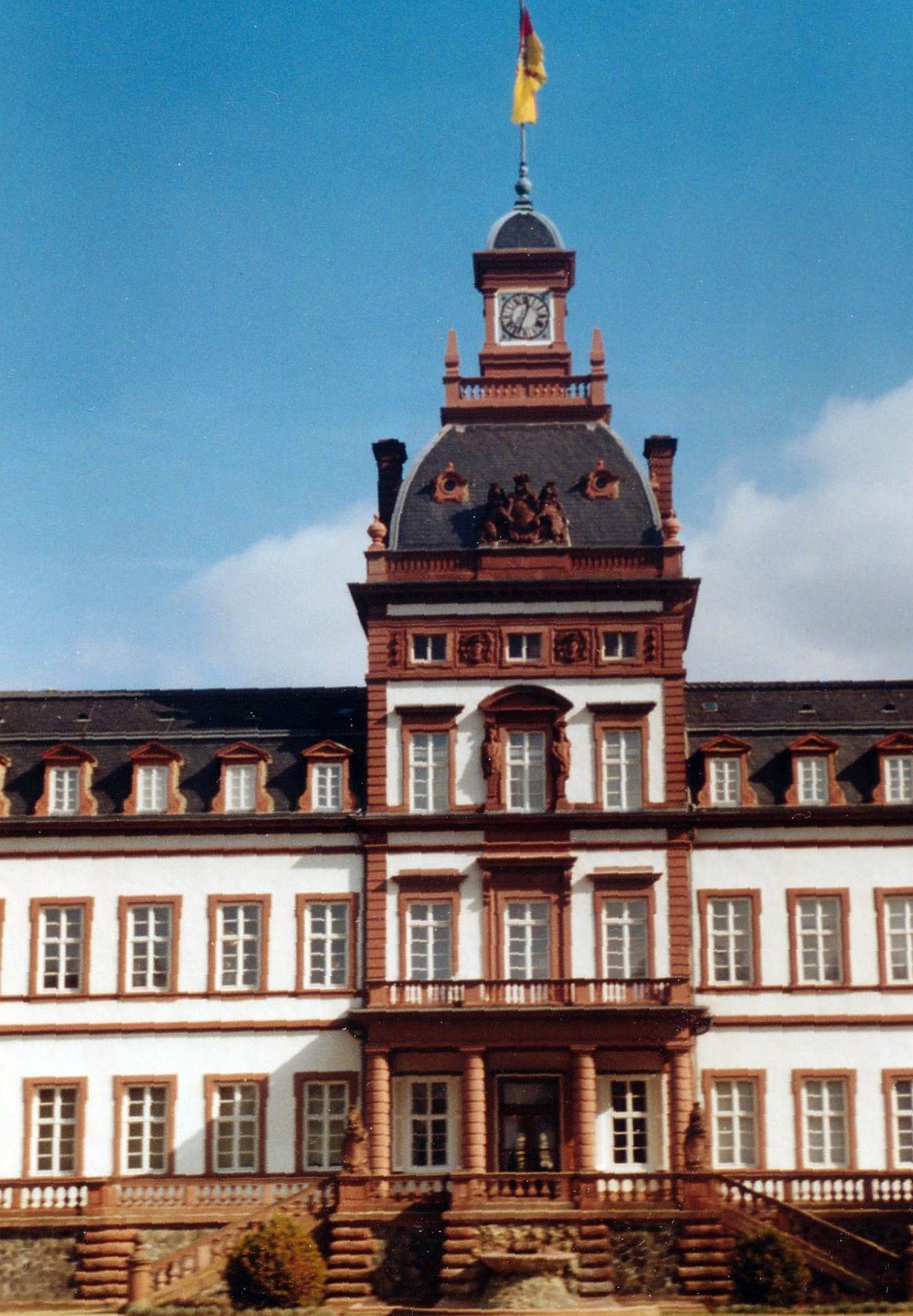
château de Philippsruhe

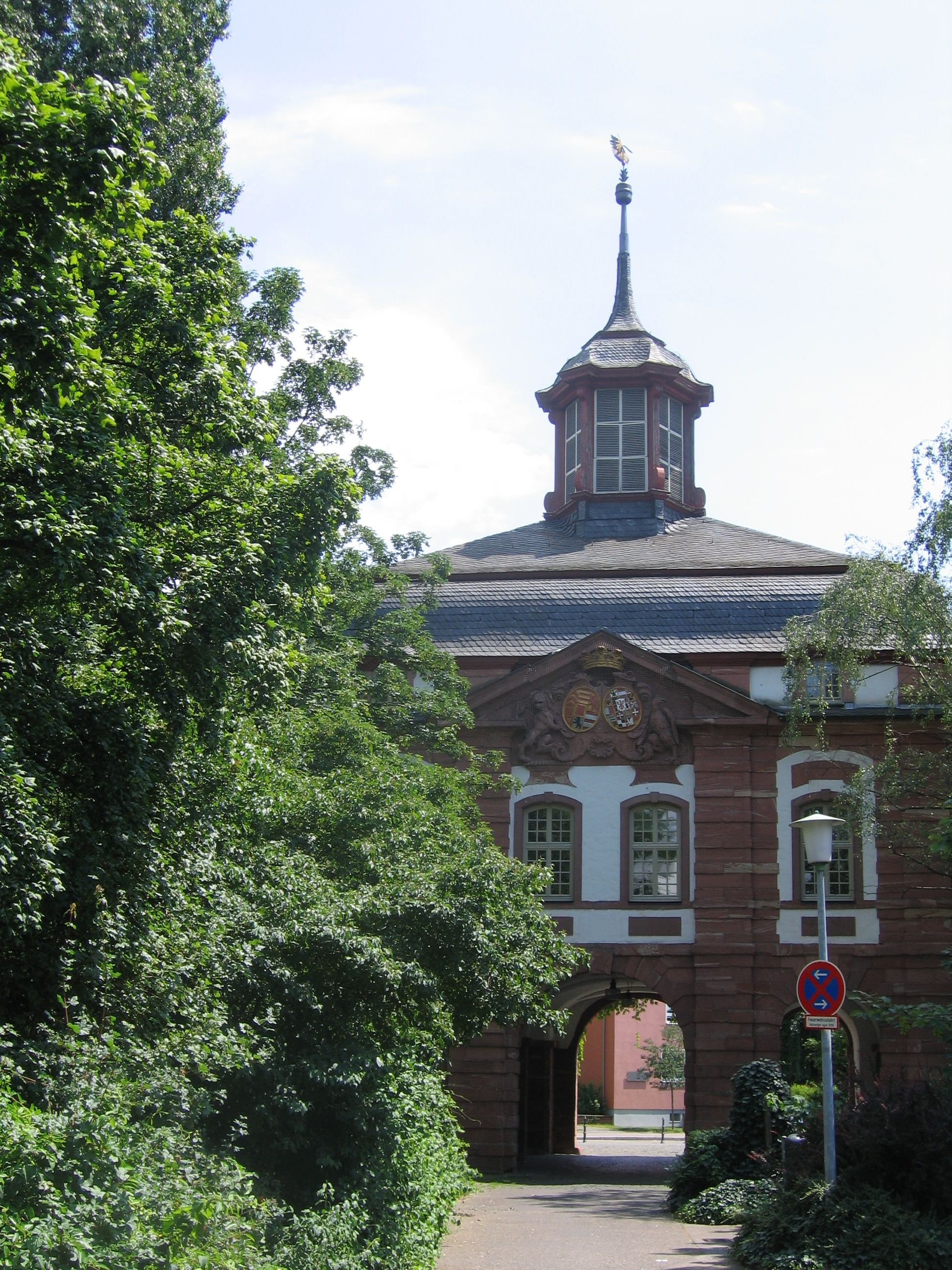
Porte de Francfort, côté ouest

En 1701, Philippe-Reinhard a commencé la construction du château de Philippsruhe, qui a été nommé en son honneur, dans le village de Kesselstadt, à l'ouest de Hanau, juste à l'extérieur de la porte de la ville. En 1712, il a commencé la construction de nouvelles écuries pour le Palais de la Ville de Hanau (plus tard l'hôtel de ville ; aujourd'hui, le « parc des congrès de Hanau »). Ce projet a été achevé après sa mort par son frère Jean-Reinhard III. Philippe-Reinhard a pu mener à bien, au cours de sa vie, la construction du bâtiment du collège, qui abrite aujourd'hui la bibliothèque de la ville, en face du Palais de la Ville.

## Le mariage et la descendance
Le 27 février 1689, Philippe-Reinhard épousa sa cousine, la comtesse palatine Madeleine de Birkenfeld-Bischweiler (16 septembre 1668 - 28 novembre 1704), la fille du duc Christian II de Birkenfeld-Bischweiler (22 juin 1637 - 26 avril 1717). Sa dot était de 18000florins. Ils ont eu trois enfants morts en bas âge :
- Enfant mort-né (1691), inhumé dans la crypte de l'Église luthérienne (maintenant appelée : l'église de Vieux-Saint-Jean) à Hanau[1]
- Enfant mort-né (1693)
- Catherine Madeleine de Hanau (16 juin 1695; - 19 décembre 1695, enterrée dans la crypte de l'Église luthérienne de Hanau[2]

Après la mort de sa première femme, Philippe-Reinhard s'est fiancé avec Élisabeth Louise Christine de Mauchenheim nommé Bechtolsheim, une Dame de compagnie de sa première épouse. Il avait l'intention de se marier avec elle après qu'elle a été élevée au rang de comtesse. Les membres de sa famille et ses conseillers se sont opposés au mariage, au motif qu'elle n'était pas de rang suffisant. Ensuite, il a rompu l'engagement et lui a versé une indemnité.
Le 26 décembre 1705, Philippe-Reinhard a épousé Charlotte Wilhelmine de Saxe-Cobourg-Saalfeld (14 juin 1685 - 5 avril 1767), la fille du duc Jean-Ernest de Saxe-Saalfeld. Sa dot était aussi 18000florins. Ce second mariage est resté sans enfant.

## La mort
Philipp Reinhard est décédé au château de Philippsruhe le 4 octobre 1712. Il a été inhumé dans le caveau de la famille dans l'Église luthérienne (aujourd'hui l'église Saint-Jean de Hanau). Le tombeau a été détruit lors du bombardement de Hanau pendant la Seconde Guerre mondiale. Sa seconde épouse, Wilhelmine-Charlotte, lui a survécu 55 ans.
Son jeune frère Johann Reinhard III, qui n'avait jusqu'alors régné que sur le comté de Hanau-Lichtenberg, a hérité de Hanau-Münzenberg. C'est la dernière fois que l'ensemble de Hanau a été uni dans une seule main.